# Half-Life: Blue Shift
Half-Life: Blue Shift (ibland skrivet som HλLF-LIFE: Blue Shift) är ett expansionspaket till Valve Corporations förstapersonsskjutare Half-Life. Spelet utvecklades av Gearbox Software tillsammans med Valve och publicerades av Sierra Entertainment den 12 juni 2001, efter att först ha varit planerat att släppas under våren. Blue Shift är det andra expansionspaketet till Half-Life efter Half-Life: Opposing Force; dock var det ursprungligen tänkt att vara en del av en Dreamcastversion av originalspelet. Trots att Dreamcastporteringen lades ner fortsatte utvecklingen av Windowsversionen som sedan släpptes som en fristående produkt. Det släpptes på Steam den 24 augusti 2005.
Liksom i Gearbox tidigare expansionspaket Opposing Force återvänder Blue Shift till händelserna i originalspelet och berättar handlingen ur en annan persons perspektiv. Spelets protagonist är en säkerhetsvakt, Barney Calhoun, som är anställd av Black Mesa Research Facility. Efter olyckan som leder till att anläggningen invaderas av utomjordingar måste Calhoun kämpa sig fram på vägen mot säkerhet. Blue Shift mottog blandad till positiv kritik. Många kritiker ansåg att spelet var för kort och saknade nytt innehåll; dock hyllades det HD-paket som medföljde spelet vid lanseringen på Steam och som uppdaterade modeller och texturer i både Blue Shift och de tidigare spelen i serien.

## Spelupplägg
Blue Shift är liksom Half-Life en förstapersonsskjutare och dess spelupplägg skiljer sig inte nämnvärt från originalspelet. Spelaren ska navigera sig igenom spelets olika områden, slåss mot fientliga NPC:er och lösa olika problem för att ta sig vidare. Spelet fortsätter med originalspelets koncept att aldrig lämna förstapersonsperspektivet. Spelaren ser allt genom huvudpersonens ögon och kan nästan alltid röra sig obehindrat. Handlingen i Blue Shift förs fram genom skriptade sekvenser och konversationer mellan NPC:er istället för att använda sig av filmsekvenser. Spelaren rör sig obrutet genom en kontinuerlig värld, även om spelet är uppdelat i ett antal kapitel.
Spelaren tar sig igenom Blue Shift på egen hand, men assisteras då och då av vänliga NPC:er. Andra säkerhetsvakter och forskare hjälper spelaren att ta sig till nya områden och bidrar med information relevant för handlingen. Blue Shift innehåller även ett längre segment där spelaren ska hitta och sedan eskortera en viktig forskare till en viss plats. Ett urval av fiender från Half-Life finns med i spelet, däribland headcrabs och Vortigaunts. Spelaren får också möta mänskliga motståndare i form av marinsoldater, som är skickade till Black Mesa Research Facility för att oskadliggöra utomjordingarna och tysta eventuella vittnen. Blue Shift behandlar inte någon av händelserna i det första expansionspaketet Half-Life: Opposing Force och inga figurer eller vapen därifrån finns med i spelet. Spelaren får istället tillgång till ett antal vapnen direkt från Half-Life.

## Handling

### Bakgrund

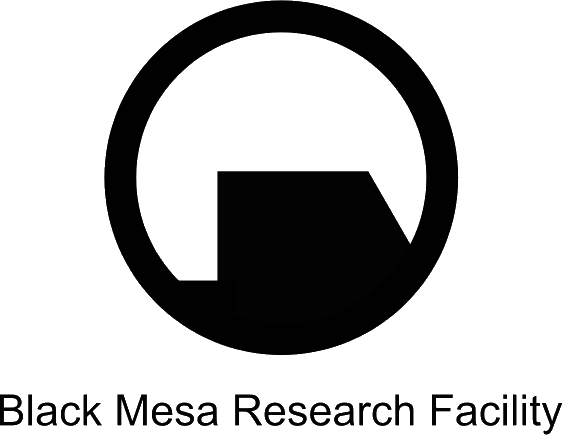
Logotypen för Black Mesa Research Facility.

Blue Shift utspelar sig på samma plats och under samma tid som Half-Life; i ett avlägset forskningslaboratorium i New Mexico kallat Black Mesa Research Facility. I Half-Life tar spelaren rollen som Gordon Freeman, en forskare direkt involverad i en olycka som öppnar en interdimensionell portal till gränsvärlden Xen, genom vilken utomjordiska varelser tar sig och sedan börjar anfalla anläggningen. Spelaren styr Freeman i hans försök att stänga portalen och reser i slutändan till Xen. Liksom i Opposing Force visar Blue Shift händelserna ur en annan protagonists synvinkel. Denna gång tar spelaren rollen som säkerhetsvakten Barney Calhoun. Efter att olyckan inträffat måste han tillsammans med Dr. Rosenberg, en forskare involverad i experimentet, aktivera en äldre teleportör för att kunna evakuera anläggningen.

### Synopsis
Inledningen i Blue Shift liknar den i Half-Life; Barney Calhoun färdas genom anläggningen med Black Mesas transportsystem på väg mot sin arbetsplats. Efter att ha anmält sig för tjänstgöring får han uppgiften att assistera vid reparationerna av en trasig hiss. När Calhoun är klar med reparationen och hissen börjat röra på sig inträffar Freemans experiment som orsakar en "resonanskaskad" (resonance cascade), vilket leder till stora skador på anläggningen och att utomjordingar teleporteras till Calhouns universum. Hissen blir svårt skadad och faller tillsammans med Calhoun och forskarna. Calhoun återfår medvetandet på botten av hisschaktet och börjar försöka ta sig tillbaka till ytan för att fly. Han tar sig ut i närheten av Black Mesas godsanläggning med tillhörande järnvägsstation. Militären har tagit kontroll över anläggningen och samlar ihop alla de kan hitta för att döda dem. Calhoun träffar en forskare som berättar att han och några andra planerar att fly via en teleportör i en numera avstängd del av anläggningen. För att genomföra detta måste de dock hitta Dr. Rosenberg som har tillfångatagits av militären.
Efter att ha hittat Dr. Rosenberg eskorterar Calhoun honom till det nedlagda laboratoriet där de första teleporteringsexperimenten ägde rum. Flera andra anställda har redan samlats där. Rosenberg berättar att ett relä i Xen måste justeras för att säkert kunna träffa en plats utanför anläggningen. Calhoun skickas därefter till Xen via teleportören för att hitta reläet och ställa in det. När han återvänder till Black Mesa får Calhoun veta att teleportörens energicell har tagit slut och att de har tappat kontakten med forskarna som skickats för att hitta en ny. Calhoun tar sig ner till generatorerna genom den pågående striden mellan utomjordingar och soldater och hittar en ny energicell. Efter att den installerats börjar Dr. Rosenberg skicka iväg de överlevande en efter en genom portalen. Calhoun är sist igenom, men samtidigt tar sig militären in i laboratoriet och teleportören tar skada. Calhoun fastnar i en "harmonisk reflux" (harmonic reflux) som får honom att snabbt färdas mellan flera olika platser. Från ett litet förrådsutrymme kan han se hur Gordon Freeman har tillfångatagits, något som sker halvvägs genom Half-Life. Till sist dyker Calhoun upp hos de andra i utkanten av Black Mesa, där de flyr med hjälp av en av anläggningens bilar.

## Utveckling

Spelets namn syftar delvis på fenomenet blåförskjutning (på engelska: blueshift); på bilden syns även fenomenet rödförskjutning.

Under andra kvartalet år 2000 offentliggjordes ett andra expansionspaket till Half-Life som en del av en kommande Dreamcastversion av spelet och expansionen skulle kretsa kring en av anläggningens säkerhetsvakter. Dreamcastporteringen av Half-Life utvecklades av Captivation Digital Laboratories medan expansionen utvecklades av Gearbox Software, samma studio som utvecklade det tidigare expansionspaketet Opposing Force. Sierra Entertainment, Valves dåvarande spelförlag, offentliggjorde titeln Blue Shift den 30 augusti 2000. Namnet har två betydelser, där den ena syftar på fenomenet blåförskjutning (på engelska: blueshift) och den andra på namnet på skiftlaget som protagonisten tillhör. Dreamcastversionen skulle innehålla högupplösta modeller och texturer som hade dubbelt så många polygoner som originalmodellerna från Half-Life. På European Computer Trade Show i september 2000 avslöjades mer information om Blue Shifts handling och utvecklingsprocess samt att Dreamcastversionen av Half-Life skulle släppas den 1 november 2000. Spelets lanseringsdatum sköts fram av Sierra till slutet av året för att säkerställa att spelet mötte "kundernas höga krav". Ytterligare information släpptes under de efterföljande månaderna. Trots detta sades det inget om Dreamcastversionen och i maj 2001 spekulerades det om att utvecklingen var nedlagd. Den 16 juni 2001 offentliggjordes det i ett pressmeddelande att Sierra hade lagt ner utvecklingen på grund av "förändrade marknadsvillkor".
Blue Shift påverkades inte av detta och Sierra hade innan Dreamcastversionen lades ner meddelat att expansionen även skulle släppas till Windows. Spelet skulle säljas som ett fristående expansionspaket som inte skulle kräva Half-Life för att kunna spelas. De nya modellerna som hade utvecklats för Dreamcastversionen skulle också släppas till Windowsversionen som Half-Life High Definition Pack. Gearbox gick även ut med att detta HD-paket inte skulle vara exklusivt för Blue Shift, utan även fungera till Half-Life och Opposing Force. På Electronic Entertainment Expo 2001 visade Gearbox upp spelet och meddelade att det var färdigt.

## Lansering och mottagande
| Mottagande      | Mottagande              |
| Samlingsbetyg   | Samlingsbetyg           |
| Tjänst          | Betyg                   |
| --------------- | ----------------------- |
| Gamerankings    | 67,40% (35 recensioner) |
| Metacritic      | 71/100 (19 recensioner) |
| Recensionsbetyg |                         |
| Publikation     | Betyg                   |
| Eurogamer       | 6/10                    |
| Gamespot        | 7,0/10                  |
| Gamespy         | 70/100                  |
| IGN             | 7/10                    |
| PC Zone         | 7,8/10                  |

Spelet släpptes den 12 juni 2001 i USA och 15 juni samma år i Europa. Blue Shift och dess High Definition Pack fanns inte med i Valves distributionstjänst Steam i september 2003 trots att både Half-Life och Opposing Force fanns där. Det skulle dröja till den 29 augusti 2005 innan Blue Shift och de högupplösta modellerna släpptes på Steam. Blue Shift gavs också ut som en del av Sierras Half-Life: Generation 2002 och som en del av Valve Softwares och Electronic Arts Half-Life 1: Anthology den 26 september 2005.
Blue Shift fick blandade reaktioner från kritikerna med samlade betyg på 67,40 % och 71/100 på Gamerankings respektive Metacritic och spelet hade sålt 800 000 kopior i butik fram till 2008. I en recension för IGN noterade Tal Blevins att Blue Shifts spelupplägg var "ganska mycket vad vi har kommit att förvänta oss av Half-Life" angående blandningen av action och problemlösning och tillade att pusslen "var alla logiska och väldesignade, men att några av hoppsekvenserna var frustrerande." Trots att IGN hyllade spelets förmåga att upprätthålla den episka känslan från originalet var Blevins kritisk till spelets relativt korta längd. Greg Kasavin på GameSpot instämde med många av punkterna IGN påpekade och konstaterade att "det är inte så att spelet är enkelt, utan att det är extremt kort" och att Blue Shift "inte har så mycket eget att komma med." Kasavin påpekade även att spelets förbättrade grafik och lanseringen av HD-paketet var hjälpsamt, men att det "fortfarande inte får Half-Life att se ut som ett nytt spel" och att "många av ändringarna inte är särskilt märkbara."
Andra recensenter instämde om Blue Shifts likhet med de tidigare spelen. GameSpys recensent Jamie Madigan påpekade att "det som verkligen drar ner spelet är 'mer av samma'-faktorn." Han skrev också att spelet "snabbt börjar kännas som bara några fler banor till originalspelet", men tillade att det är vad Blue Shift var designat att vara, då dess ursprung endast var ett tillägg till Dreamcastversionen av Half-Life. Madigan beskrev kampanjläget som "dugligt" och noterade att HD-paketet gjorde spelet "värdigt att överväga". Även Tom Bradwell på Eurogamer instämde om spelets korta längd. PC Zones recensent Mark Hill var positivare och bedömde att spelets artificiella intelligens var "så intelligent som du kan hoppas en AI-fiende vara." Hill gillade även att spelet visade mer aktivitet i basen och noterade att "komplexet är mer levande än någonsin förut" och att spelet fokuserade på "en större interaktion med forskare som riktiga personer snarare än två eller tre modeller som upprepar samma fraser." Detta ansåg han vara Blue Shifts största framsteg. PC Zones recension avslutade med att konstatera att "som ett extratillägg till Dreamcastversionen fungerar [spelet] utmärkt, men som en fristående PC-titel är det inte tillräckligt."

## Musik
Blue Shift har inget eget soundtrack utan istället återanvändes samma musik som från det förra Half-Life-expansionspaketet Opposing Force, som komponerades av Chris Jensen. När låtarna släpptes till Opposing Force hade flera av dem inga titlar utan de fick först titlar när de släpptes om till Blue Shift. Utöver detta ändrades några av titlarna från Opposing Forces soundtrack. När de båda expansionspaketen släpptes på Steam ändrades deras soundtrack till det från originalspelet, som komponerades av Kelly Bailey.
| 1.           | "The Beginning"       | "Temple of Limbo"      | 0:17  |
| 2.           | "Lost in Thought"     | "Wastes of Limbo"      | 0:46  |
| 3.           | "Danger Rises"        |                        | 1:50  |
| 4.           | "Soothing Antagonist" |                        | 0:17  |
| 5.           | "Run"                 | "Stroke of Midnight"   | 1:02  |
| 6.           | "Open the Valve"      |                        | 1:38  |
| 7.           | "Tunnel"              |                        | 1:16  |
| 8.           | "Chamber"             | "The Ticking Timebomb" | 1:48  |
| 9.           | "Maze"                |                        | 2:03  |
| 10.          | "Alien Forces"        |                        | 1:21  |
| 11.          | "Scientific Proof"    |                        | 1:11  |
| 12.          | "Planet"              |                        | 1:27  |
| 13.          | "Orbit"               | "The Awakening"        | 0:53  |
| 14.          | "Name"                |                        | 1:24  |
| 15.          | "Listen"              | "Spooky Oozings"       | 1:24  |
| 16.          | "Fright"              | "Spooky Monestary"     | 1:32  |
| 17.          | "Storm"               |                        | 0:59  |
| 18.          | "Trample"             | "Spectre of Limbo"     | 2:04  |
| 19.          | "Bust"                | "Race from Doom 2"     | 1:31  |
| Total längd: | Total längd:          | Total längd:           | 24:43 |